# Equipe marfinense na Copa Davis
A equipe marfinense na Copa Davis representa a Costa do Marfim na Copa Davis, principal competição de tênis masculina por equipes do mundo. É administrada pela Fédération Ivoirienne de Tennis.